# Albert Franz
Albert Franz (* 16. September 1947 in Unterleinach bei Würzburg; † 30. September 2021) war ein deutscher römisch-katholischer Theologe und Philosoph.

## Leben
Franz, geboren in Unterleinach (heute in Leinach), studierte von 1967 bis 1970 Philosophie an der Päpstlichen Universität Gregoriana in Rom. Von 1970 bis 1973 studierte er römisch-katholische Theologie an der Julius-Maximilians-Universität Würzburg und an der Päpstlichen Universität Gregoriana in Rom. Am 29. Juni 1974 wurde er in Würzburg für die Diözese Würzburg zum Priester geweiht. Es folgten eine kurze Kaplanszeit, sodann ein Promotionsstudium am Johann-Adam-Möhler-Institut in Paderborn und vier Jahre als wissenschaftlicher Mitarbeiter am Lehrstuhl für Philosophische Grundfragen der Theologie an der Katholischen Universität Eichstätt (1976–1980), wo er 1982 zum Doktor der Theologie promoviert wurde.
Von 1980 bis 1983 war Albert Franz als Subregens (stellvertretender Leiter) im Würzburger Priesterseminar tätig, anschließend drei Jahre lang Gemeindepfarrer in Würzburg-Rottenbauer. Als Hochschulassistent kehrte er dann für zwei Jahre nach Eichstätt zurück und erwarb dort 1988 durch seine Habilitation die Lehrbefähigung „für philosophische Grundfragen der Theologie und für Fundamentaltheologie“. Von Oktober 1988 bis 1993 war Franz als ordentlicher Professor für Philosophie an der Theologischen Fakultät der Universität Trier, von Oktober 1990 bis Oktober 1991 als deren Dekan, tätig. Ab 1993 war Franz dann ordentlicher Professor für Systematische Theologie an der TU Dresden; im März 2013 wurde er emeritiert. 2012 wurde er durch den Ständigen Rat der Deutschen Bischofskonferenz für vier Jahre zum neuen Präsidenten des Katholischen Akademischen Ausländerdienstes (KAAD) berufen. Er folgte in diesem Amt auf Josef Reiter, sein Nachfolger im Amt wurde im Herbst 2016 Eberhard Schockenhoff. Franz war Leiter wissenschaftlicher Forschungsprojekte bei der Deutschen Forschungsgemeinschaft, unter anderem zur Aufarbeitung der Situation der Kirche in der ehemaligen DDR und der Konsequenzen für heute. Albert Franz war Mitherausgeber der in Trier erschienenen wissenschaftlichen Reihe Fundamente Europas. Christentum und europäische Identität und der Zeitschrift ET-Studies.

## Veröffentlichungen (Auswahl)
- Glauben und Denken. Franz Anton Staudenmaiers Hegelkritik als Anfrage an das Selbstverständnis heutiger Theologie. Eichstätter Studien XVIII, Neue Folge, Regensburg 1983
- Philosophische Religion. Eine Auseinandersetzung mit den Grundlegungsproblemen der Spätphilosophie F.W.J. Schellings. Amsterdam und Würzburg 1992
- Bindung an die Kirche oder Autonomie? Theologie im gesellschaftlichen Diskurs (= Quaestiones disputatae 173). Herder, Freiburg-Basel-Wien 1999
- Glaube – Erkenntnis – Freiheit. Herausforderungen der Gnosis in Geschichte und Gegenwart. Schöningh Verlag, Paderborn-München-Wien-Zürich 1999
- Gnosis oder die Frage nach Herkunft und Ziel des Menschen. (Gemeinschaftlich mit Thomas Rentsch, unter Mitarbeit von W. Baum), Schöningh Verlag, Paderborn-München-Wien-Zürich 2002
- Lexikon philosophischer Grundbegriffe der Theologie. (Hg. gemeinsam mit W. Baum und K. Kreutzer), Herder, Freiburg-Basel-Wien 2003 (Sonderausgabe 2007)
- Aufklärung und Romantik als Herausforderung für katholisches Denken. (Hg. gemeinsam mit A. Bonchino), Schöningh Verlag, Paderborn 2015
- Diakonia – der Dienst der Kirche in der Welt. (Hg. gemeinsam mit M. Kirschner), Herder, Freiburg-Basel-Wien 2016.